# 44103 Aldana
44103 Aldana è un asteroide della fascia principale. Scoperto nel 1998, presenta un'orbita caratterizzata da un semiasse maggiore pari a 2,2985842 UA e da un'eccentricità di 0,0873773, inclinata di 7,11881° rispetto all'eclittica.
L'asteroide è dedicato all'astronomo spagnolo Fernando Aldana Mayor.